# 奖励奖章
奖励奖章是中华人民共和国授予军人的一种奖章。一等战功奖励奖章由中华人民共和国中央军事委员会决定，中央军事委员会主席授予；其他奖励奖章依法由军队其他有权机关授予。
奖励奖章，分为战时奖励奖章、平时奖励奖章和重大非战争军事行动奖励奖章。战时奖励奖章，分为一等战功、二等战功、三等战功、四等战功奖章，区分指挥作战、参加战斗、支援保障3种情形；平时奖励奖章，分为一等功、二等功、三等功奖章，区分战备训练、教育管理、国防科技、服务保障4种情形；重大非战争军事行动奖励奖章，分为一等功、二等功、三等功奖章。